# Lotnisko Leszno-Strzyżewice
Lotnisko Leszno-Strzyżewice (kod ICAO: EPLS) – publiczne lotnisko usytuowane w miejscowości Strzyżewice w województwie wielkopolskim i częściowo na terenie Leszna, ok. 3 km na zachód od centrum miasta.
Lotnisko należy do miasta Leszna i jest użytkowane przez m.in. Aeroklub Leszczyński oraz innych użytkowników 

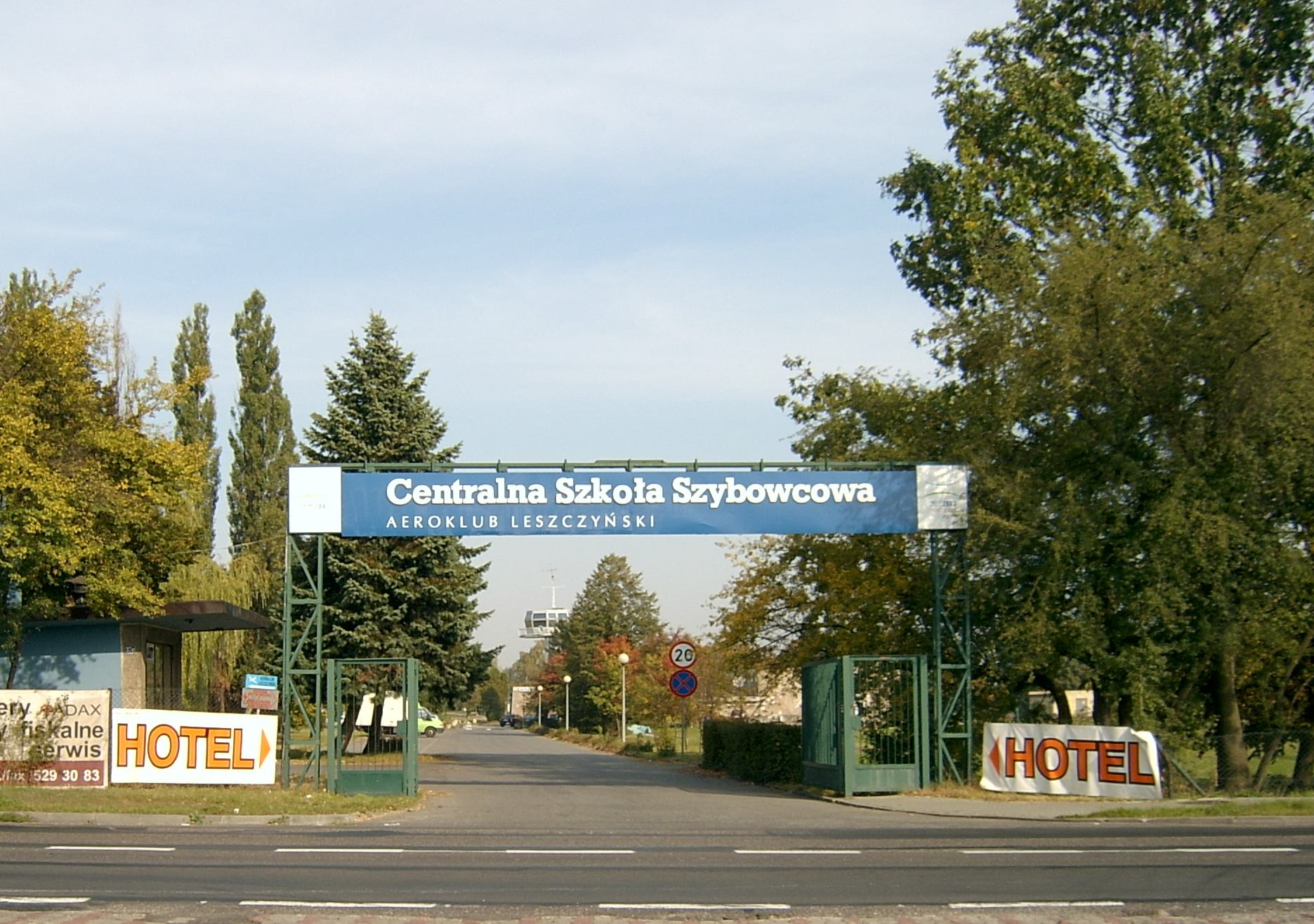
Centralna Szkoła Szybowcowa Aeroklubu Polskiego

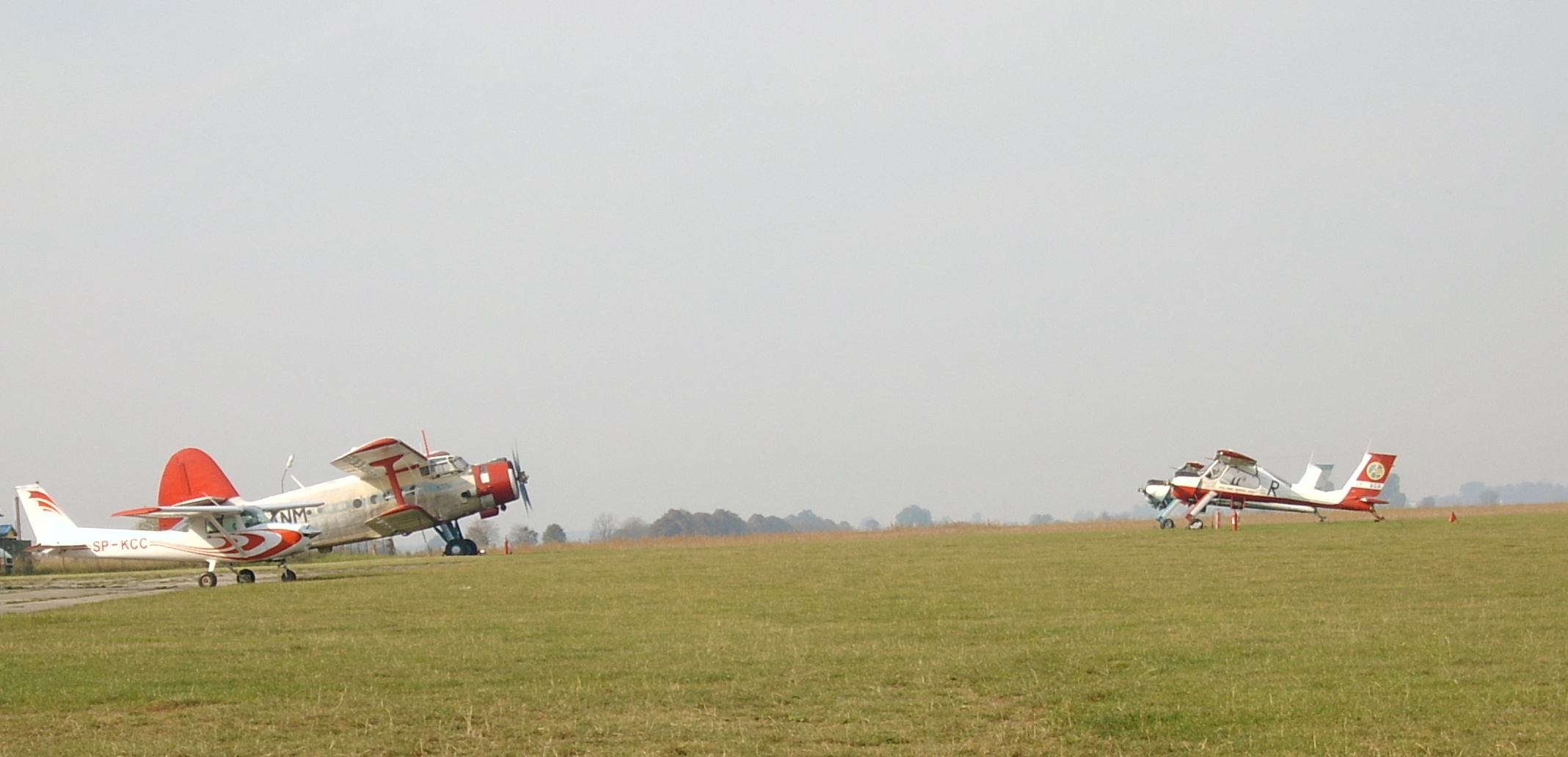
Murawa lotniska